# 新四人幫
新四人幫是指媒體报道时任中共中央政治局常委、中央政法委书记周永康、时任中共中央政治局委员、中央军委副主席徐才厚、时任中共中央政治局委员、中共重庆市委书记薄熙来和时任中共中央书记处书记、中央办公厅主任令計劃等四名前中华人民共和国党和国家领导人在位时長時間組建的政治集團，目標是通過政變等方式，推翻中國共產黨於2007年中共十七大訂下習近平、李克強于2012年中共十八大接班的計劃，或經由人事安排將習近平拉下馬，以取習代之掌控中國共產黨與中華人民共和國政府。
趙紫陽舊部嚴家祺表示，該腐敗集團的根子是江澤民。日本橫濱市立大學名譽教授矢吹晉出版的《中共政權的爛熟·腐敗——切開習近平「打虎」幕後》一書亦將薄熙來、周永康、徐才厚、令計劃稱為意圖在十八屆四中全會上推翻習近平政權的「四人幫」。薄熙来、周永康、徐才厚、令计划四人后来皆因贪腐被纪检部门调查，其中徐才厚因患癌症在被调查期间病亡，另外三人分别在调查结束后被判無期徒刑。

## 「新四人幫」人物

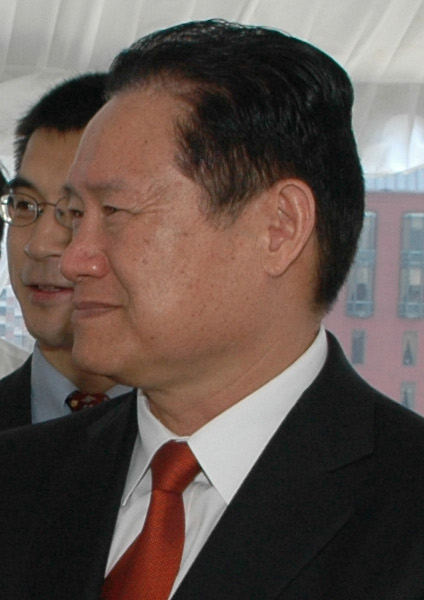
周永康 （1942年12月3日－）
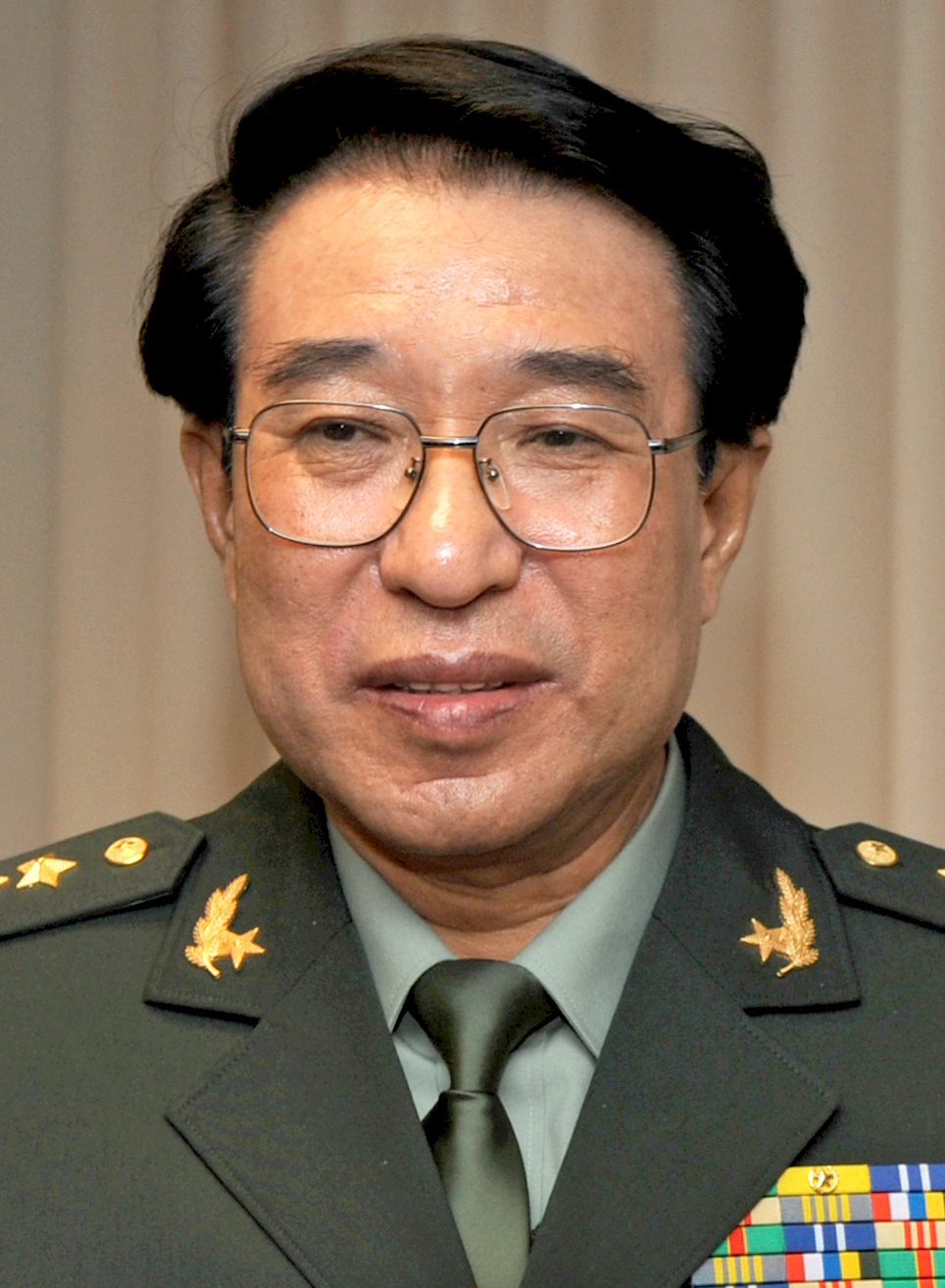
徐才厚 （1943年6月22日－2015年3月15日）
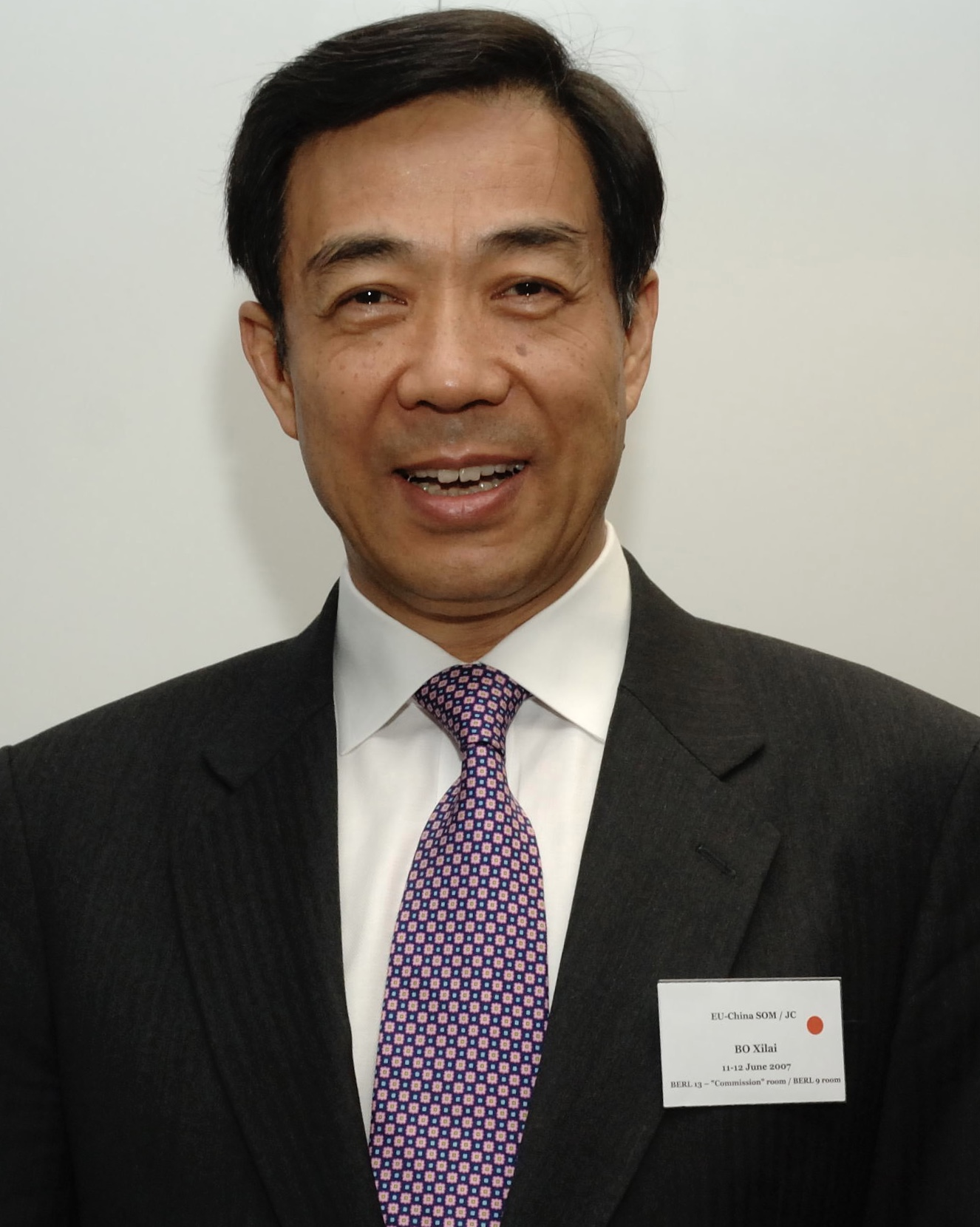
薄熙來 （1949年7月3日－）
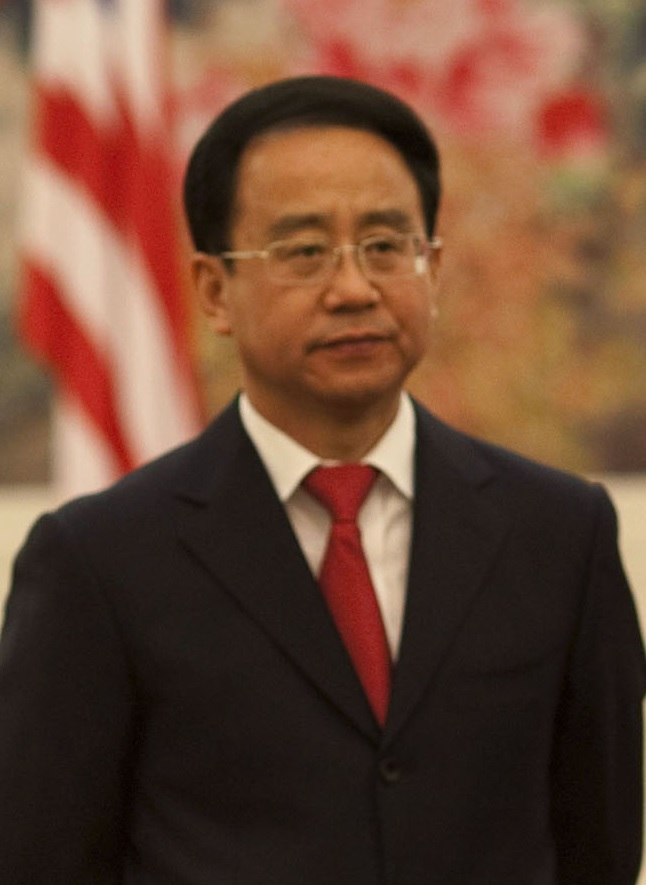
令計劃 （1956年10月22日－）

## 調查發展
2012年2月6日，重庆市副市长王立军突然离开其任职的重庆市进入美国驻成都总领事馆，引发王立军事件并由此引发薄熙来事件和官方复查尼尔·伍德死亡案，时任中共中央政治局委员、重庆市委书记薄熙来在2012年4月10日被停职并接受中共中央纪委调查，后在中共十七届七中全会上被开除党籍，王立军本人和薄熙来的妻子谷开来也被捕入狱。调查结束后薄本人被判处无期徒刑，其妻谷开来被判处死缓，王立军则被判处有期徒刑15年。
2014年6月30日，由中共中央總書記習近平主持的中共中央會議決定開除曾長期掌握解放军人事大權的原中共中央政治局委員、中央軍委副主席徐才厚黨籍，交由軍事檢察機關處理涉嫌受賄的犯罪問題。2015年3月15日，徐才厚因膀胱癌在北京病亡，对徐的贪腐调查亦终结。
2014年12月6日，中共中央政治局开除被称为“政法沙皇”的原中共中央政治局常委、中央政法委书记周永康的党籍并将其犯罪线索移交司法机关，周永康成为怀仁堂事变后被捕的职位最高的中国官员，也是1949年之后首个因贪腐被调查的正国级官员。随后周永康在四川省和中石油的旧部，以及包括儿子周滨、妻子贾晓烨、胞弟周元青在内的周永康家族成员皆被逮捕。周永康本人在之后被判处无期徒刑，周滨被判处有期徒刑18年，贾晓烨被判处有期徒刑9年。
「新四人幫」在薄熙來、徐才厚、周永康相繼倒台後，令計劃的兄弟、家族和盟友也一一被撤職調查。2014年12月22日，时任全国政协副主席、中共中央统战部部长令计划因涉嫌嚴重違紀而遭调查，威脅到習近平的新四人幫土崩瓦解。2015年7月30日，资历和权势都超过徐才厚却未被分析人士列入“新四人帮”的前中共中央政治局委员、中央军委副主席郭伯雄被开除党籍，宣告落马，其子郭正钢也因此被捕。令计划和郭伯雄二人皆被判处无期徒刑，令计划的兄长、前山西省政协副主席令政策被判处有期徒刑12年6个月，其弟令完成则外逃美国。

## 官方評價

### 「篡黨奪權」
2015年12月28至29日，中共中央政治局開「三嚴三實」專題民主生活會。與會的所有中央政治局委員，都「聯繫周永康、薄熙來、徐才厚、郭伯雄、令計劃等人案件的深刻教訓」作發言。中央總書記習近平在會上總結發言時形容道，周永康、薄熙來、徐才厚、郭伯雄、令計劃等人在暗地裏「拉幫結派、貪贓枉法、驕奢淫逸、野心膨脹、篡黨奪權」。（p. 342）
2016年4月，習近平的該篇政治局民主生活會講話全文，由中共中央文獻研究室編入《習近平總書記重要講話文章選編》一書，供縣處級及以上的黨員領導幹部學習使用，但該書沒有公開發行。
2017年10月，時任中國證監會主席刘士余在出席中共十九大、參加代表團討論發言期間，提及薄、周、令等人「既巨貪又垢腐，又陰謀篡黨奪權」。2019年，劉士餘被調任供銷總社黨組副書記、理事會主任，隨後向中紀委主動投案，接受立案審查。中紀委認定他的違紀事實中，包括「公開發表不當言論，缺乏政治警覺和保密意識」。

### 政治野心
習近平在講話中說，周永康、薄熙來、令計劃「政治野心膨脹、權欲熏心，進行分裂黨的政治勾當」，出了這樣的「野心家、陰謀家」是黨内最大的隱患（pp. 343–344）。不久後的十八屆中央紀委六次全會上，習近平也講話提及，中共查處周薄徐郭等人的案件後，「反思」周永康、薄熙來、令計劃「嚴重危害黨和國家政治安全」的問題，提出强調嚴明政治紀律和政治規矩。（p. 359）
在政治局民主生活會上，習近平談及了周、薄、令三人在多個方面的問題。
周永康到了年齡還不想下，搞了很多名堂，最後發展到認爲有的同志是他的絆脚石，陰謀策劃把什麽人控制起來、把什麽人抓起來。
薄熙來政治野心很大，弄了一大堆為自己造勢的行動，薄谷開來殺了人他不向中央報告，還千方百計封鎖消息，無非就是怕影響了他升官的黃粱美夢！

令計劃也是，一心想往上爬，結果搞了很多下三濫的事情，欺上瞞下，謊話連篇，最後發展到了竊取國家機密、造謠生事的地步！——習近平，在中央政治局“三严三实”专题民主生活会上的讲话，（p. 353）
習近平評價他們「利令智昏」；又感嘆在中共歷史上，中央領導層中「出問題」的人，多數出在「政治野心」上。（p. 353）他又說：「政治野心是把領導幹部推向深淵的第一罪惡之手，一個領導幹部一旦政治野心膨脹，就會思想變質、心理變態、行爲扭曲，甚至置黨紀國法於不顧，膽大妄爲做出令人難以想象、瞠目結舌的事情。」（p. 343）
在幹部選任方面，習近平批評說：「周永康、薄熙來、令計劃等人不是不抓幹部，而是從他們自己的利益和意圖出發抓幹部，搞團團夥夥、小圈子，劃綫的標準就是對他們本人忠不忠，能不能給他們輸送利益，能不能爲他們所用。對一些幹部身上存在的不正之風，他們不僅不制止，而且拿來為自己所用，甚至指揮幹部幹坏事。他們帶壞了一批幹部，也害了一批幹部。」（p. 350）
習近平特別提及，薄熙來在「同黨中央保持高度一致」方面是反面典型：「他習慣於自搞一套、陽奉陰違，喜歡標新立異、別出心裁，熱衷於招呼人來吹捧他自己搞的那一套，把自己管的地方弄成‘獨立王國’。這種行爲，不僅干擾了黨中央決策部署，而且在社會上造成了惡劣政治影響。」（p. 346）
有與會者發言時說，「沒有察覺」到薄周等人違法亂紀的「陰謀詭計」，因爲「他們搞這些活動隱秘性很强、見不得人」。習近平批評說，應該始終保持政治敏感性、識別力，「野心家、陰謀家總是有蛛絲馬跡的，當時薄熙來搞的那一套，很多人都説是司馬昭之心路人皆知」。（p. 344）

## 分析評論
明鏡新聞出版集團執行長何頻說周永康的最大問題是政治性犯罪，也就是朋黨活動、結黨營私，整個涉及的人數大概有副省、部級以上的官員至少200人。何頻引述中共黨史研究者和中國政界人士的話說，“周永康為首的周、令、薄、徐『新四人幫』，是中共1949年建政以來真正的朋黨政變集團。”習近平上台後掀起的反貪運動，針對的其實就是這起政變案。中共的黨政領導人誰不貪腐？而周犯了「站隊」的錯誤。何頻認為「新四人幫」是因政變流產才會一一落馬，而令計劃是該集團密謀推出的「未來總書記」備位人選。他說中共不一定會將「新四人幫」的政變真相公佈出來，而是會從刑事上去找死穴，其中貪腐是最容易找的，因為幾乎每個官員身上都能找到。何頻質疑胡溫時代位居高官的薄、徐、周、令通通涉及巨額貪腐，「胡錦濤、溫家寶的責任何在？」
臺灣淡江大學中國大陸研究所教授張五岳指習近平打著反貪肅腐調查的工具名目來鞏固目前的和中共十九大的權力，一一整頓「新四人幫」的不同派系和勢力。
中國律師唐吉田說「周永康貪腐不是孤立現象，如果沒有土壤，他能有這麼龐大的欲望和野心嗎？」中山大學黨史黨建研究所所長郭文亮則針對「新四人幫」案宣稱「如果對不斷加大反腐敗力度缺乏周密的頂層設計，在短時期內過密、過快地拉出一大批小老虎、大老虎、老老虎，雖然大快人心，但與此同時，這種大規模反腐引發的老虎井噴現象極可能超出人民群眾的心理承受能力」，「由痛恨少數腐敗分子發展到否定整個黨的先進性與純潔性，進而否定黨的執政合法性」。
中國旅美獨立作家余杰則撰文表示「新四人幫」被一網打盡，不過是習近平用「現代錦衣衞」的中紀委以反腐掩蓋權力鬥爭。真正的腐敗剋星，不是習近平，而是被習近平關在監獄中的諾貝爾和平獎得主劉曉波。劉曉波與一群民主人士早在1995年就起草並發表了致全國人大的《反腐敗建議書》，指明惟有使政治權力、特別是執政黨的權力得到制度化的制約和監督才能真正實現根治腐敗。

### 引用
1. ↑  . 蘋果日報 (台灣). 2013-12-22  [2014-07-07]. （原始内容存档于2014-07-14）.
2. ↑  . 蘋果日報 (台灣). 2014-12-23  [2014-12-25]. （原始内容存档于2014-12-23）.
3. ↑  . 蘋果日報 (香港). 2014-12-23  [2014-12-26]. （原始内容存档于2014-12-26）.
4. ↑  萧洵. . 美國之音. 2015-01-17  [2015-06-19]. （原始内容存档于2015-07-20）.
5. ↑  . BBC中文網. 2014-12-23  [2014-12-25]. （原始内容存档于2014-12-26）.
6. ↑  矢吹晉.  (PDF).   [2018-06-12]. （原始内容存档 (PDF)于2016-03-05） （日语）.
7. ↑  . 人民网. 2014-07-01  [2018-03-31]. （原始内容存档于2018-03-31）.
8. ↑  . 新华网. 2014-12-22  [2018-03-31]. （原始内容存档于2015-03-21）.
9. ↑  . 希望之声国际广播电台. 2014-12-16  [2018-06-12]. （原始内容存档于2018-06-12）.
10. ↑  . 搜狐. 2014-12-22  [2014-12-22]. （原始内容存档于2014-12-22）.
11. ↑  . 明報. 2014-12-23  [2014-12-25]. （原始内容存档于2014-12-25）.
12. ↑  . 中央通訊社. 2014-12-23  [2014-12-25]. （原始内容存档于2014-12-25）.
13. ↑  . 新华网. 2015-07-30  [2018-03-31]. （原始内容存档于2018-03-31）.
14. 1 2 3 4 5 6 7 8 9 10  中共中央文獻研究室 (编).  (PDF). 2016: 327–357. （原始内容 (PDF)存档于2024-04-21）.
15. ↑   维基语录上有关刘士余的语录
16. ↑  . 中央纪委国家监委网站. 2019-10-04. （原始内容存档于2020-11-04）.
17. ↑  . 美國之音. 2014-12-05  [2014-12-25]. （原始内容存档于2014-12-28）.
18. ↑  . 自由時報. 2014-12-07  [2014-12-25]. （原始内容存档于2014-12-09）.
19. ↑  . 風傳媒. 2014-12-23  [2014-12-25]. （原始内容存档于2014-12-25）.
20. ↑  . 公視新聞. 2014-12-23.[]
21. ↑  . 人民网-《人民论坛》. 2014年8月6日  [2020年10月9日]. （原始内容存档于2020年10月9日）.
22. ↑  余杰. . 風傳媒. 2014-12-26  [2014-12-25]. （原始内容存档于2014-12-25）.